# Äktenskap i islam

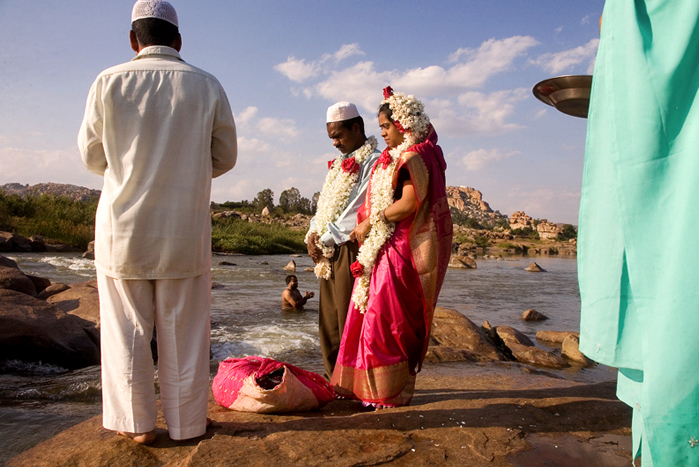
Ett muslimskt par vigs vid floden Tungabhadra i Indien.

Äktenskap är en handling som inom islamisk rätt kategoriserats som förtjänstfullt, mandub, det är alltså inte en plikt, wajib, att gifta sig men det är önskvärt. I Koranen går det att läsa mycket om giftermål. Av Koranens 6500 verser anses 350 vara relevanta för lagtolkningen (sharia) och av dessa är 70 (var femte) relaterade till äktenskapet.
Vid giftermål vänder sig brudparet till en qadi som lagfäster äktenskapet. Äktenskapet är ett juridiskt kontrakt mellan två parter och giftermålet gäller från och med att parterna skrivit på kontraktet. Brudparet är representerat av en wali (beskyddare). Den som agerar wali är vanligtvis den närmste manliga släktingen (far, farfar/morfar eller bror), men oftast kan vuxna män själva vara wali. Det är endast inom den hanifitiska rättskolan som en vuxen kvinna kan vara sin egen wali och gifta sig utan sina släktingars medgivande. Om det sker så i praktiken är mindre troligt då det ofta går emot normerna i det omgivande samhället.

## Hemgift
Innehållet i äktenskapskontraktet är helt upp till de båda parterna, men det är vanligt att det krävs någon form av ekonomisk förbindelse (mahr/mahriyah, på arabiska heter det al-sidaq) till kvinnan. Mahr eller al-sidaq har rötterna i arabiska stammars sed och bruk och är exempel på sådant som islam sanktionerar och utvecklat. Kvinnans rätt till brudgåva fastslås i Koranen (4:4). Syftet med mahr är att den ska ge ekonomisk trygghet åt kvinnan.
Mahr är ofta uppdelat i två delar, dels en "brudpeng" som betalas ut direkt till kvinnan, dels en andel som betalas ut när kvinnan blir änka. Innehållet i mahr äger kvinnan, det är alltså inte fråga om ett brudpris som betalas till fadern för dottern. Brudgåvan ger kvinnan en viss ekonomisk frihet, samtidigt som den bevisar mannens förmåga att försörja henne och sin familj (fru och eventuella barn). Den andra utbetalningen av mahr kan också ses som ett skadestånd i de fall mannen begär skilsmässa (talaq). Brudpengens andra del kan betalas ut även om den inte är specificerad i äktenskapskontraktet. Summan beräknas då efter kvinnans sociala status. Detta varierar mellan olika kulturer.
Uppdelningen av mahr är en intern angelägenhet för de båda familjerna, men totalsumman redovisas. Om det är en stor summa blir den en symbol för att familjen och även kvinnan har hög social status. Mahr kan bestå av kontanta medel (pengar), lös eller fast egendom eller tjänster. Mahr räknas som prioriterad fordring och ska betalas med omedelbar verkan om det står "ind al-mutaliba"
Andra ekonomiska transaktioner mellan familjerna är mer beroende av kulturella seder och bruk. Kvinnas föräldrar brukar ge "hemgift"/jahaz, som består av heminredning som består av sovrumsmöbler och vardagsrumsmöbler. Guld i form av mynt och smycken brukar också ingå i bröllopsgåvan. Allt detta är beroende av brudens fars sociala status och/eller ekonomiska förmåga.
Vidare finns det även en så kallad "morgongåva" som morgonen efter bröllopsnatten ges till bruden.

## Månggifte
Islam rättfärdigar polygami. En man får gifta sig med upp till fyra hustrur. Mannen skall dock begränsa sig till en enda om han tror sig om att inte kunna behandla flera hustrur lika, vilket skulle kunna göra det lättare för honom att undvika partiskhet – sura 4 vers 3 i Koranen. Det kan tolkas som att mena att detta i praktiken är en omöjlighet, hur mycket man än försöker är det omöjligt att behandla sina fruar lika, men kan också tolkas som att endast den rättvisa som kan utkrävas är den som mannen råder över, det vill säga rent materiell rättvisa vad gäller tid och pengar, medan kärlek och sexuell attraktion till exempel ej kan fördelas rättvist då detta ej ingår i vad mannen kan råda över.
Inom de skilda rättsskolorna inom islam ser man olika på reglerna för polygami. Flera rättsskolor samstämmer i att maken inte behöver varken inhämta en tidigare hustrus samtycke inför ett nytt äktenskap eller ens informera henne om att han ingått fler äktenskap. Inte heller är makens äktenskap med en andra hustru en självklar laglig grund för skilsmässa om den första hustrun skulle ha önskat det. En tidigare hustru har inte heller laglig rätt att få veta om maken får barn med andra hustrur vilket påverkar ett eventuellt arv.
Utöver de fyra hustrurna, har en muslimsk man historiskt även tillåtits ha konkubiner (konkubiner inom islam). Dessa var kvinnliga slavar, som en muslimsk man enligt islamisk lag tillåts ha sexuellt umgänge med utan att det räknas som äktenskapsbrott. Till skillnad från antalet hustrur, var antalet konkubiner obegränsat.

## Mannens och kvinnans roll i äktenskapet
Enligt sharia bör både brud och brudgum samtycka till bröllopet, men samtidigt förväntas det av bruden att hon ska acceptera sin fars val av brudgum. Detta skapar komplikationer speciellt om äktenskapskontrakt görs upp när det blivande brudparet fortfarande är barn. Ingen förväntar sig att ett barn ska kunna uttala sig om en framtida partner men kontraktet är ändå gällande från den dag det upprättas. Endast hanafi-skolan ger en barnbrud, när hon uppnått den ålder som krävs för samtycke, chansen att upphäva ett kontrakt som tidigare upprättats för hennes del. I Saudiarabien tillåter de åttaåriga flickor att bli bortgifta. Dessa flickor får sedan inte heller skilja sig förrän de blivit myndiga för först då anses de vara mogna nog att fatta ett sådant avgörande beslut.
I äktenskapet är det mannen som har allt ekonomiskt ansvar. Oavsett om kvinnan arbetar eller inte har hon rätt att kräva underhåll för sig och sina barn. Mannens och hustruns ekonomi betraktas som två skilda enheter. 
Koranen reglerar vilka som inte tillåts gifta sig med varandra. I vers 4:23 är det till exempel inte tillåtet för syskon att gifta sig med varandra. Parterna skall vara troende men vilken tro som krävs skiljer sig mellan könen. En muslimsk kvinna får endast gifta sig med muslimska män . En muslimsk man får gifta sig med en muslimsk kvinna eller en kvinna som är en av de tidigare uppenbarade religionerna (de så kallade ”Bokens folk”), det vill säga hon får även vara judinna eller kristen.

## Tidsbegränsat äktenskap
I sunnimuslimsk tradition är mut'a den gåva mannen ger kvinnan om han vill skiljas. Mut'a utbetalas särskilt om äktenskapet inte fullbordats (vilket sker genom samlag). I shiitisk rätt avser begreppet mut'a (persiska sighe) ett tillfälligt, tidsbegränsat äktenskap. Det kan vara en timme eller under många år. Parterna skriver i vissa fall ett kontrakt, i andra fall räcker det med en muntlig överenskommelse. Kritiker betecknar mut'a som legaliserad prostitution. Det finns dock en bred variation inom shiaislam om hur mut'a giftermål (arabiska "nikah mut'a) bör gå till. Man försöker skilja på den form som utövas lagligt i Iran och den form som de arabiska shiamuslimerna ofta framför. Mut'a i Iran är det enkelt att ingå och man kan med en mullas (imams) välsignelse kravlöst ingå i ett giftermål, ofta i bara för ett par timmar. Den andra formen lyfter de som vill ha striktare regler fram. De menar att mut'a ska användas i ytterst få fall och får till exempel inte användas för att ingå i ett tillfälligt äktenskap med en oskuld. Inte heller får man utnyttja den för ett själviskt sexuellt nöje. Vidare, finns det de som menar att denna form av giftermål får användas under krigstider då de muslimska soldaterna är långt hemifrån. Den kan därför användas för tillfälliga äktenskap för att bemöta soldatens begär. Inom sunnitisk islam finns istället det omtvistade "nikah misyar", vilket är arabiska för "reseäktenskap".

## Skilsmässa
Skilsmässa kategoriseras som klandervärt (makruh). Äkta makar uppmanas till dialog om osämja uppstår. Familjemedlemmar från båda familjerna skall hjälpa till och medla och med Guds hjälp skall man försöka försonas.
Skilsmässa är i första hand förbehållet mannen. Genom att tre gånger uttala ordet talaq (ungefär ”Jag skiljer mig från dig”) är äktenskapet upplöst. De första gångerna är det möjligt att återgå in i äktenskapet igen, men tredje gången blir skilsmässan irreversibel, om inte kvinnan gifter sig med en annan man emellan. I shiitisk rättsvetenskap äger en skilsmässa bara rum en gång om mannen tre gånger säger att han skiljer sig. I vissa traditioner idag ska uttalandet vara bevittnat, och skilsmässan måste registreras i offentliga register.
Mannens rätt till skilsmässa är fastslagen i Koranen och behöver inte föranledas av några särskilda argument. I en del muslimska traditioner är det endast möjligt för kvinnan att kräva äktenskapets upphörande om mannen är impotent eller psykiskt sjuk. Enligt andra rättstraditioner kan kvinnan begära hos en qadi (domare) att äktenskapet upplöses (khul) mot att hon avsäger sig sina ekonomiska rättigheter. Några forskare (bland andra L Rosen i Justice of Islam) uppskattar att var tredje muslimsk skilsmässa är en form av khul. Liksom vid äktenskapets ingående är upplösning enligt khul en förhandlingsfråga, men ofta innebär det att kvinnan avsäger sig sin mahr (brudpengen).
Det föreligger också en ekonomisk skillnad beroende på vem som har initierat skilsmässan. Om en man skiljer sig från sin hustru är han skyldig att försörja henne under en väntetid (idda) som ska vara tre menstruationscykler (vilket kvinnan själv rapporterar och hennes ord bör inte ifrågasättas enligt lagen; sålunda kan hon förhala väntetiden upp till några år om hon skulle ha svårt att hitta ett nytt boende). Mannen förväntas även att utbetala en speciell ”skilsmässopresent”. Om kvinnan initierar skilsmässan får hon oftast avstå från sådana ekonomiska kompensationer.

## Äktenskapsbrott och konkubiner
Straffet för äktenskapsbrott är offentligt spöstraff för såväl kvinnor som för män, Koranen 24:2. För en rättrogen är giftermål med sådan som begått äktenskapsbrott förbjudet, Koranen 24:3.
Historiskt har dock sexuellt umgänge mellan en muslimsk man och hans kvinnliga slav (konkubiner inom islam) inte definierats som äktenskapsbrott, trots att mannen och slavinnan inte var gifta med varandra. Även Muhammed själv hade sexuellt umgänge med kvinnliga slavar. Abu ‘Ubaydah sade om Muhammed: "Han hade fyra [konkubiner]: Mariyah, som var mor till hans son Ibraaheem; Rayhaanah; ytterligare en vacker slavkvinna som han anskaffade som krigsfånge; och en slavkvinna som gavs till honom av Zaynab bint Jahsh.""
Om mannen erkände faderskapet till det barn han fick med sin konkubin, definierades barnet också som äkta, trots att föräldrarna inte var gifta, och modern blev en Umm walad.